# Luppo Jan de Vries
Luppo Jan de Vries (Assen, 14 februari 1918 - Neuengamme, 10 maart 1945) was een Nederlands verzetsstrijder in de Tweede Wereldoorlog en oorlogsslachtoffer. Hij woonde in Groningen en behoorde tot de Nederlands Hervormde Kerk. Hij was leerling aan de Zeevaartschool te Groningen en tekenaar van laagspanningsnetten van beroep.

## Verzetsactiviteiten en verraad
Luppo Jan de Vries was actief in het verzet en betrokken bij de illegale pers en maakte het weekblad De Bosgeus 'en tout fidelles au roy jusques à la besace' samen met Jan Roos, Willem Heystra en Cornelis Spaans
Hij was lid van de knokploegen zoals Knokploeg Groningen 2 en nam deel aan een sabotage en dropping acties. Daarnaast was De Vries actief in de hulp aan onderduikers.
Op 10 november 1944 werd hij verraden en gearresteerd door de Sicherheidsdienst, dit kon gebeuren nadat een NSB -evacué genaamd Spiegelberg een adres doorspeelde waar een lijst met namen werd aangetroffen.
Luppo Jan de Vries stierf als gevolg van uitputting in concentratiekamp Neuengamme.